# 香川剛廣
香川 剛廣（香川 剛広、かがわ たけひろ、1957年7月10日 - ）は、日本の外交官。外務省地球規模課題審議官、駐エジプト特命全権大使等を経て、2018年（平成30年）から特命全権大使（国際貿易・経済担当）。2019年から内閣官房環太平洋経済連携協定（TPP）等対策本部首席交渉官を兼任。

## 人物・経歴
- 東京都出身。
- 1981年（昭和56年）早稲田大学政治経済学部政治学科を卒業して、外務省に入省した。
- 1982年（昭和57年）エジプトカイロ・アメリカン大学（英語: American University in Cairo）でアラビア語研修[2]
- 1984年（昭和59年）イギリスオックスフォード大学セント・アントニーズ・カレッジで中東研究
- 1985年（昭和60年）在アラブ首長国連邦日本国大使館書記官
- 1987年（昭和62年）7月 経済協力局技術協力課長補佐
- 1990年（平成2年）4月 経済局国際経済第一課経済安全保障室首席事務官
- 1992年（平成4年）12月 国際連合局国連政策 課首席事務官
- 1993年（平成5年）8月 総合外交政策局国連政策課 首席事務官
- 1994年（平成6年）8月 OECD日本政府代表部 一等書記官
- 1996年（平成8年）8月 経済局（総務参事官室）首席事務官
- 1997年（平成9年）7月　外務省総合外交政策局企画課企画官兼大臣官房（事務次官室）
- 1998年（平成10年）8月　外務省中近東アフリカ局中近東第一課長
- 2000年（平成12年）4月　在アメリカ合衆国日本国大使館参事官
- 2002年（平成14年）4月　在サウジアラビア日本国大使館参事官
- 2005年（平成17年）7月　ジュネーブ国際機関日本政府代表部公使
- 2007年（平成19年）3月　在中華人民共和国日本国大使館公使
- 2008年（平成20年）8月　外務省大臣官房参事官兼中東アフリカ局
- 2010年（平成22年）8月　外務省大臣官房兼経済局
- 2010年（平成22年）8月　外務省大臣官房兼経済局
- 2011年（平成23年）1月　外務省大臣官房参事官兼経済局
- 2012年（平成24年）9月から2013年（平成25年）1月　兼中東アフリカ局
- 2013年（平成25年）1月　外務省地球規模課題審議官
- 2014年（平成26年）7月4日 駐エジプト特命全権大使
- 2018年（平成30年）9月28日 特命全権大使（国際貿易・経済担当）　[3][4]、自由貿易・経済連携協定交渉に参加するための日本政府代表
- 2019年（令和元年）12月27日 兼内閣官房環太平洋経済連携協定（TPP）等対策本部首席交渉官[5]

## 同期
- 兼原信克（14年国家安全保障局次長兼務・12年内閣官房副長官補）
- 泉裕泰（19年日本台湾交流協会台北事務所長・17年バングラデシュ大使）
- 上月豊久（15年ロシア大使）
- 岡村善文（19年OECD大使・17年人権人道担当大使）
- 山田彰（17年ブラジル大使・14年メキシコ大使）
- 上村司（21年日本国政府代表（中東和平担当特使）、17年サウジアラビア大使）
- 佐藤地（17年駐ハンガリー大使・15年ユネスコ大使）
- 側嶋秀展（19年ミクロネシア大使・16年ザンビア大使）
- 石兼公博（19年国連大使・17年カナダ大使）
- 高岡正人（19年クウェート大使・16年モンゴル大使・13年シドニー総領事・12年イラク大使）
- 高木昌弘（21年駐ドミニカ共和国大使・20年クリチバ総領事）
- 冨田浩司（21年駐米大使・19年韓国大使・15年イスラエル大使）
- 川村裕（24年依願免職・20年ノルウェー大使・18年沖縄大使・14年コートジボワール兼トーゴ兼ニジェール大使）
- 川村泰久（19年カナダ大使）
- 嘉治美佐子（19年クロアチア大使・14-17年ジュネーヴ代表部大使）
- 宮島昭夫（20年ポーランド大使・17年トルコ大使）
- 重枝豊英（15年リトアニア大使）
- 石井哲也（17年トンガ大使）
- 岡田誠司（20年バチカン大使・17年南スーダン大使）
- 冨永純正（14年青年海外協力協会会長・11年コンゴ民主共和国大使）
- 奥克彦（イラク日本人外交官射殺事件犠牲者[6]、03年殉職のため大使の称号付与）
- 伊藤光子（15年世界の子どもにワクチンを日本委員会事務局長）
- 福嶌教輝（21年駐メキシコ大使・15年駐アルゼンチン大使）
- 福嶌香代子（19年ナッシュビル総領事）